# محدوده تروجان
محدوده تروجان (به انگلیسی: Trojan Range) (۶۴°۳۲′ جنوبی ۶۳°۲۳′ غربی / ۶۴٫۵۳۳°جنوبی ۶۳٫۳۸۳°غربی) یک رشته‌کوه است به ارتفاع ۲٬۷۶۰ متر (۹٬۰۵۵ فوت)، از شمال به کوه فرانسیس از سمت شرقی تا گلادیاتور ایلیاد، جزیرهٔ آنورس در ارچی پلاگور پالمر تا قلمرو قطب جنوب بریتانیا گسترش یافته‌است. در سال ۱۹۵۵ توسط سازمان سنجش وابستگی جزایر فالکلند (FIDS) مورد شناسایی قرار گرفت و نام آن توسط کمیتهٔ نامگذاری بریتانیا (UK-APC) تروجان‌ها نامگزاری گردید. او مخالف جنگ تروا در ایلیاد هومر بود. .

## فهرست ویژگی‌های جغرافیایی
- کوه فرانسیس (۶۴°۳۸′ جنوبی ۶۳°۲۷′ غربی / ۶۴٫۶۳۳°جنوبی ۶۳٫۴۵۰°غربی) یک کوه بزرگ و برفی با وسعت ۲۷۶۰ متر است که صخره جزیره آنورس را تشکیل می‌دهد، در جنوب شرقی مرکز جزیره و ۶ کیلومتری شمال خلیج بورگن واقع شده‌است. نخستین بار توسط مأمورین اکتشافی قطب جنوب بلژیک که در سال ۱۸۹۸ ساحل جنوب شرقی این جزیره را بررسی کرد شناسایی و بعد از آن توسط مأموریت تجسس قطب جنوب فرانسوی، ۱۹۰۳–۰۵، تحت مدیریت ژان باپتیست چارکوت، که برای کشتی فرانسوی Francais نامگذاری کرده بود، دیده می‌شود.[۲]
- کوه هکتور (۶۴°۳۶′ جنوبی ۶۳°۲۵′ غربی / ۶۴٫۶۰۰°جنوبی ۶۳٫۴۱۷°غربی) کوهی با پوشش برف، ارتفاع ۲۲۲۵ متر است، بین کوه فرانکاس و کوه پریام در بخش جنوبی طیف تروا. توسط FIDS در سال ۱۹۵۵ مورد اکتشاف قرار گرفت. نام بریتانیا APC برای هکتور، پسر پریم و فرمانده ارشد تروا و ارتش متحد علیه Achaeans در ایلیاد هومر.[۳]
- کوه پریام (۶۴°۳۴′ جنوبی ۶۳°۲۴′ غربی / ۶۴٫۵۶۷°جنوبی ۶۳٫۴۰۰°غربی) توده مرکزی محدوده تروا است که در ۴ کیلومتری شمال کوه فرانکاس واقع شده‌است. مسطح و با برف پوشانده شده و به ارتفاع ۱۹۸۰ متر می‌باشد. در سال ۱۹۵۵ توسط تیم اکتشافی جزایر فالکلند (FIDS) مورد شناسایی قرار گرفت، و توسط کمیته نام گذاری قلمرو انگلستان (UK-APC) بنام پریام Priam، پادشاه تروی در ایلیاد هومر نامگذاری شد.[۴]
- ساپور اکسانسوس (۶۴°۳۳′ جنوبی ۶۳°۳۰′ غربی / ۶۴٫۵۵۰°جنوبی ۶۳٫۵۰۰°غربی) یک پوستهٔ عمدتاً یخی است که از شمال پوهنتون سه کیلومتر فاصله دارد. این بررسی توسط تیم اکتشافی جزایر فالکلند در سال ۱۹۵۵ مورد شناسایی قرار گرفت و به نام Xanthus، پسر زئوس (یکی از خدایان یونان باستان) نامیده شد و یکی از دو رودخانه اصلی دشت تروجان است.

## پی‌نوشت
- این مقاله حاوی محتوای تحت مالکیت عمومی از وبگاه‌ها یا اسناد  United States Geological Survey است.